# Parlatoria (Plantae)
Parlatoria, monotipski biljni rod iz porodice kupusovki (Brassicaceae), čija je jedina vrsta P. cakiloidea, jednogodišnja biljka raširena od istočnog Mediterana do Irana
Raste po stjenovitim obroncima na visinama od 1200 metara iznad mora.